# Ͱ
Heta（大写Ͱ，小写ͱ），來源於腓尼基字母的 Heth，是希臘字母Η的前身。

## 概述
希臘人以腓尼基字母 Heth 為來源創造了 Heta 來代表輔音 /h/。後來，以拉丁字母為代表的古意大利字母採用了 Heta 作為 H 。
然而，古希臘語各方言中的 /h/ 逐漸消失。較早發生這個現象的愛奧尼亞方言中，字母 Heta 的名字很自然的變成了 Eta，所指代的發音也從輔音 /h/ 變成了母音 /ɛː/。這個改變從希臘進入古典時代之後 ，成為了全希臘通用的正字法。傳統上一般認為，詩人西莫尼德斯是母音 Eta 的原創人。

## 外部連結
- Heta （页面存档备份，存于）（英文）